# Euscelus
Euscelus is een geslacht van kevers uit de familie bladrolkevers (Attelabidae). De wetenschappelijke naam werd in 1833 gepubliceerd door Carl Johann Schoenherr, die ze aanvankelijk gebruikte voor een onderverdeling van het geslacht Attelabus. Henri Jekel beschouwde Euscelus in 1855 als een apart geslacht.
Dit geslacht komt voor in Midden- en Zuid-Amerika en in de Caraïben.